# Adam Milczanowski
Adam Milczanowski (ur. 24 grudnia 1970 w Sanoku) – polski hokeista, wychowanek i zawodnik hokejowej sekcji klubu Stali Sanok oraz STS Sanok.

## Życiorys i kariera
- Stal Sanok → STS Sanok (lata 80.–1995)

Absolwent Zespołu Szkół Mechanicznych w Sanoku z 1988 (zasadnicza szkoła zawodowa o specjalności ślusarz mechanik). Karierę hokejową rozwijał od 1981/1982 w ówczesnej Stali Sanok. W kolejnych kategoriach wiekowych jego trenerem był Tadeusz Garb. Pod koniec lat 80. zadebiutował w drużynie seniorskiej. Następnie grał w kontynuatorze Stali, Sanockim Towarzystwie Sportowym, z którym wywalczył awans do I ligi. W premierowym I-ligowym sezonie 1992/1993 był najskuteczniejszym zawodnikiem drużyny w rundzie zasadniczej (14 punktów w 18 meczach). Zakończył karierę zawodniczą po sezonie 1994/1995.

## Osiągnięcia
Klubowe
- Awans do I ligi: 1992 z STS Sanok

Indywidualne
- II liga polska w hokeju na lodzie (1991/1992):
  - Trzecie miejsce w klasyfikacji strzelców, asystentów i kanadyjskiej w drużynie STS w sezonie zasadniczym: 18 punktów (13 goli i 5 asyst)[6]